# Cultura da cerâmica cardial

Mapa da extensão da cerâmica cardial

A cerâmica cardial recebe esse nome por estar decorada com impressões da beira dentada e sinuosa das conchas de berbigão, um bivalve chamado tradicionalmente cárdio (em latim: cardium), ou derivados como dinocárdio (Dinocardium) ou acatocárdia (acanthocardia) porque a sua forma geral lembra a de um coração. Embora fossem usadas diversas espécies, estas foram quase sempre Cerastoderma echinatum, ou algum outro membro da família: Cardiidae. Dado que os Cardiidae não eram o único motivo decorativo deste tipo de cerâmica (pois incluem impressões de dedos, ou digitações e ungulações, impressões com um punção, cordões, etc.), às vezes é preferida a denominação de cerâmica impressa.
A cerâmica cardial é característica de um dos primeiros estádios do Neolítico no Mediterrâneo, durante o VI e V milênio a.C., abrangendo as zonas costeiras desde a área dos Bálcãs até as costas do Levante espanhol, embora a sua influência atingisse as costas atlânticas europeias.

## Origem

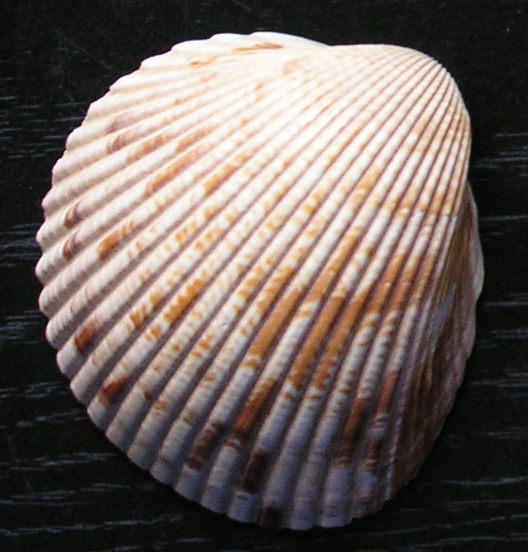
Berbigão

É difícil determinar a origem da cerâmica cardial. Os exemplos mais antigos procedem da Síria e do Líbano, no VII milênio a.C., onde existia uma antiga tradição de cerâmica impressa com conchas de moluscos (Cultura de Biblos). Na Europa temos antecedentes na cultura denominada Cultura pré-Sesclo da zona de Tessália (Grécia), onde parecem encontrar-se os mais antigos exemplares de impressões cardiais do VI milênio a.C.. Contudo, exceto a própria cerâmica, esta cultura carece de outros traços neolíticos, já que os restos encaminham para caçadores, coletores e pescadores, habitantes de cavernas, com uma panóplia tipicamente mesolítica, provavelmente culturizados por outros povos mais avançados, os quais sim conheceriam a agricultura e a pecuária.
Nesse mesmo milênio, sem abandonar a sua tradição econômica (caça, coleta, pesca) teria ocorrido a transição, ao incorporarem-se as características plenamente neolíticas, como o cultivo de cereais, a pecuária de ovicaprídeos e uma maior presença da cerâmica impressa que se enriquece com novos motivos decorativos.

## Difusão
Inferiu-se que a difusão da cerâmica cardial somente foi possível graças às grandes dotes de navegação dos seus povos, pois entre os restos bromatológicos aparecem espécies próprias de mar adentro; também se inferiu que, através da navegação, se estenderam por grande parte do Mediterrâneo. Mas não há provas sólidas, salvo no sul da Itália, sendo mais provável que a difusão cardial fosse devida uma onda de novidades técnicas que sucederam na população autóctone epipaleolítica antes que a uma migração demográfica generalizada.
O caso é que cruzam o Adriático colonizando Apúlia (Molfetta é o único lugar onde parece ter existido uma autêntica imigração de gentes balcânicas) e Sicília no sul da Itália, instalando as suas zonas de habitação quase sempre em cavernas (embora haja alguns povoados fortificados com fosso e paliçadas). Gradualmente, a colonização atingiu o centro da Itália (Lácio, Toscana, Ligúria) e as ilhas, como Córsega e Sardenha, aparecendo as primeiras avançadas no sul da França.
Por volta do V milênio a.C. a cultura já se assentara nas costas mediterrâneas das atuais Espanha  e França. Com exceções, ao ficarem numerosas comarcas de povos provavelmente autóctones que resistiram mais tempo a aculturação. Para o interior, a cerâmica cardial penetrou pelo Ródano e pelo Ebro, chegando até ao Atlântico, ao menos na Península Ibérica. Contudo, as costas andaluzas permaneceram alheias a este fenômeno.

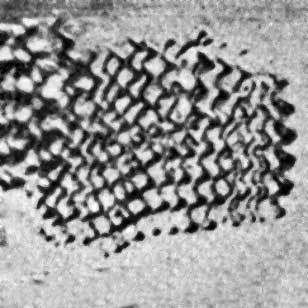
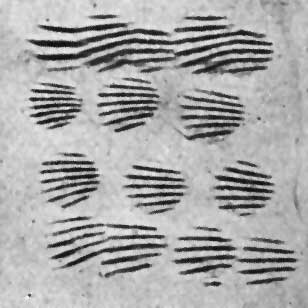
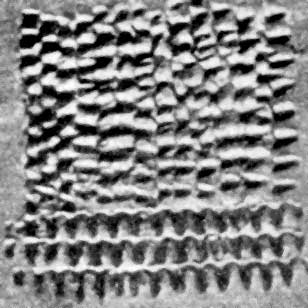
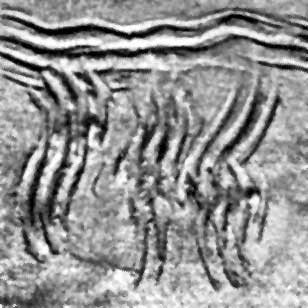

## Inexistência duma cultura cardial

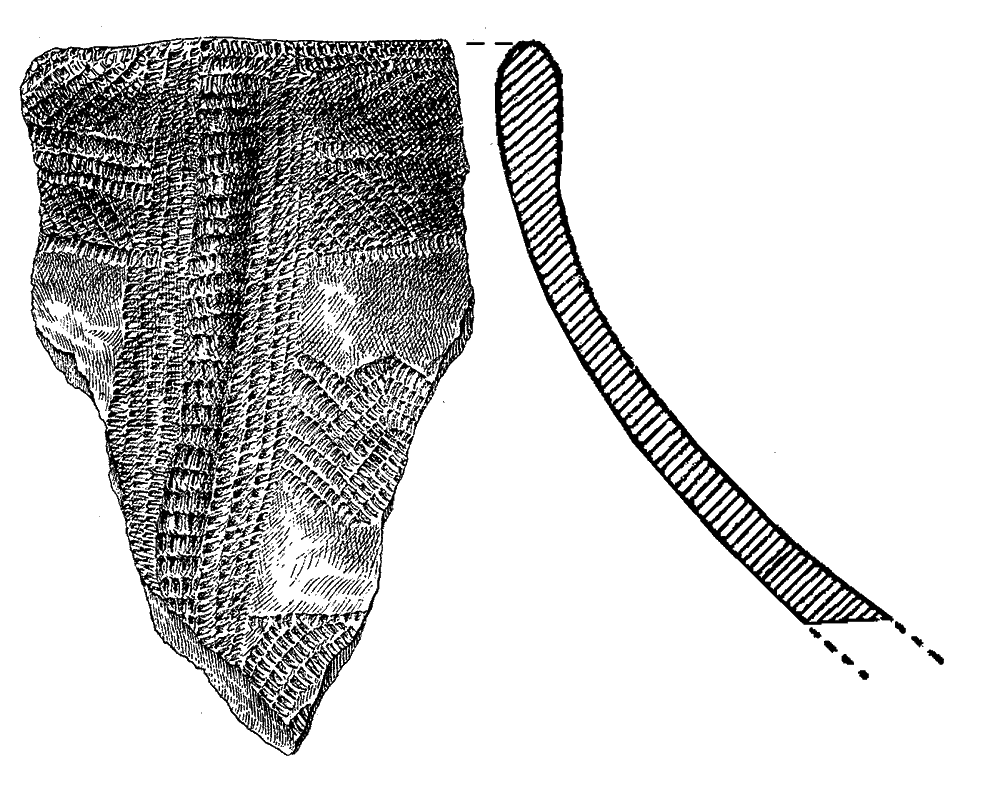
Fragmento de cerâmica cardial procedente de
Caverna Grande de Collbató (província de Barcelona)

O que fica deles não é espetacular, pois se trata de um povo neolítico bastante primitivo, salvo pela sua suposta capacidade náutica. É difícil falar de «cultura cardial» bem definida, devido às inumeráveis variantes regionais, e é melhor referir-se, simplesmente, a um «horizonte com cerâmicas cardiais» ou, melhor, com cerâmicas impressas, em geral. No sudeste da Itália grupam-se na denominação «cultura de Molfetta» (que ademais parece a mais antiga); na Sicília é usada a expressão «cultura de Stentinello». O norte da Itália e o sul da França formariam uma coletividade cujos mais importantes sítios são Arene Candide (Itália). Châteauneuf-les-Martigues e Roucadour (França). O litoral espanhol tem os sítios mais importantes na Cova de l'Or, e na Sarsa (Comunidade Valenciana), onde se fala da «cultura Montserratense». As influências cardiais alcançaram o território do atual Portugal, e certas manifestações capsianas, no norte da África, também incluem estas cerâmicas impressas.

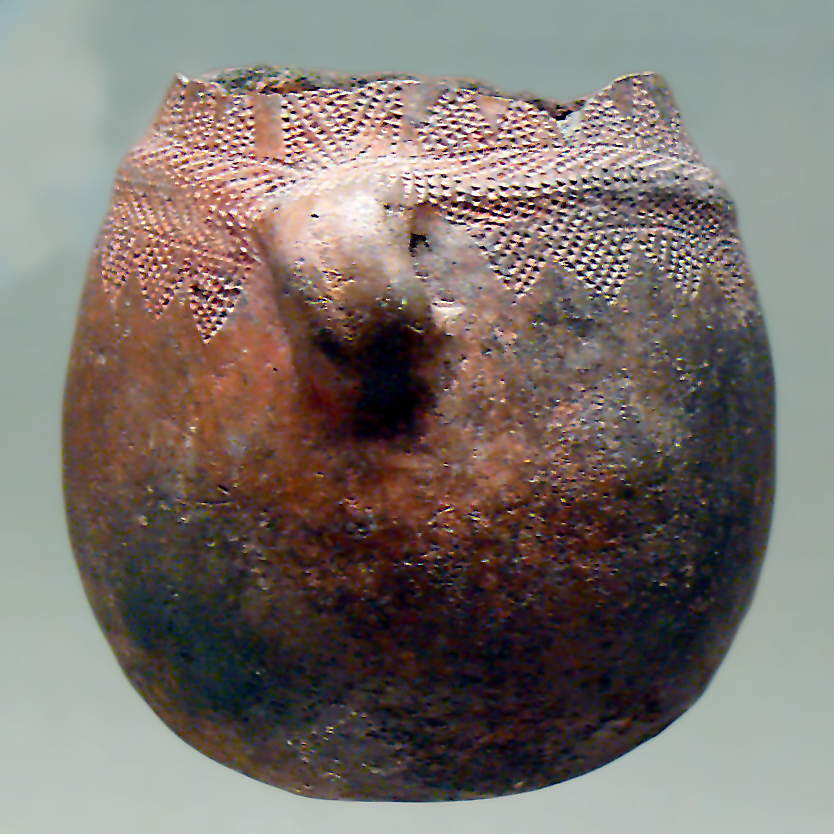
Cerâmica cardial da caverna de La Sarsa, Valência

Atualmente é questionada a sua talvez sobrestimada influência na difusão do Neolítico, frente doutras culturas locais mais importantes (e que os avanços arqueológicos estão demonstrando mais antigas), mas é inegável que deixaram fortes traços distintivos. A cerâmica cardial ocidental acostuma ter fundo arredondado e silhuetas ovoides. A decoração, já descrita, apresenta impressões no barro fresco de conchas, dedos, unhas e punções em motivos com a forma de faixas, triângulos e chevrones. Associam-se a uma indústria lítica com abundantes micrólitos geométricos (evidenciando a importância da caça), perfuradores e espátulas de osso. Também há adornos como braceletes de pedra, contas de pegar e pingentes de concha. Os moinhos barquiformes ou de vaivém revelam as práticas agrícolas, e os restos de fauna indicam que houve pecuária de cabras e ovelhas, bem como importantes contribuições alimentícias marinhas (peixe e marisco).
No fim do quinto milênio a cultura degenerou ante outros povos mais prósperos, mas ficaram grupúsculos genericamente chamados Epicardiais, sobretudo no norte da Itália (cultura dos Copos de Boca Quadrada: «Chiozza») e os Bálcãs Adriáticos (Hvar, Lisicici e Butmir).
Também se suspeita que as suas raízes tenham grande importância à hora de explicar a origem dos povos Iberos e Lígures.